# 深棕特鯰
深棕特鯰，為輻鰭魚綱鯰形目項鰭鯰科的其中一種，為熱帶淡水魚類，分布於南美洲蘇利南河及Marowijne河流域，體長可達11.6公分，棲息在岩石底質溪流底層水域，生活習性不明。

## 扩展阅读
維基物種上的相關：深棕特鯰